# Балалыкина, Эмилия Агафоновна
Эмилия Агафоновна Балалыкина (11 апреля 1937 года, Ленинград — 30 января 2018 года, Казань) — советский и российский лингвист, доктор филологических наук, профессор, заслуженный деятель науки Республики Татарстан.

## Биография
Балалыкина (девичья — Пунтус) родилась в г. Ленинграде в семье служащих. Во время ВОВ вместе с младшим братом была эвакуирована в детский дом Ярославской области. С 1946 года  вместе с воссоединившейся семьёй жила в г. Вильнюсе (Литов. ССР). В 1955 году Э.А. Балалыкина окончила с золотой медалью вильнюсскую гимназию №6 и поступила на отделение русского языка и литературы  филологического факультета Вильнюсского университета. Жизнь и учёба в Литве позволили ей в совершенстве овладеть литовским языком, что в будущем поспособствует более глубокому сопоставительному исследованию славянских языков.
Через два года по семейным обстоятельствам  Э.А. Балалыкина перевелась на то же отделение в Казанский университет. Учась в Казани, она получала Сталинскую стипендию. Её дипломная работа была отмечена дипломом I степени за подписью советского учёного-языковеда В.В. Виноградова  на Всесоюзном конкурсе студенческих научных работ.

## Научная и профессиональная деятельность
Научная и профессиональная деятельность Э.А. Балалыкиной была связана с Казанским университетом. В 1960 году она начинает работать в должности лаборанта кафедры русского языка и общего языкознания, через два года становится её ассистентом. Преподавание в университете Э.А. Балалыкина совмещала с научной деятельностью в рамках заочной аспирантуры. В 1966 году она защитила кандидатскую диссертацию на тему «Именные образования с суффиксом *-in- в славянских и балтийских языках», написанную под руководством профессора В.М. Маркова. В 1972 году Э.А. Балалыкина получила учёное звание доцента. В 1982 году по решению ректората и деканата филологического факультета она создала кафедру русского языка для иностранных учащихся и стала её первым и бессменным в течение четверти века заведующим.

С 1984 по 1987 годы Э.А.Балалыкина работала в Польше, возглавляя филиал Института русского языка им. А.С.Пушкина в Варшаве. Под её руководством проводилась работа по совершенствованию методической работы и оказанию помощи польским учителям русского языка, организовывались олимпиады, конкурсы и конференции, посвящённые проблемам изучения и методике преподавания русского языка. Среди них: Конференция молодых учёных Польши (1985г.), Международная конференция по учебной лексикографии (1985г.), Общепольская студенческая конференция по сопоставительному изучению русского и польского языков (1986г.), Научная сессия, посвящённая 150-летию со дня гибели А.С. Пушкина (1987г.) и др.

В 1985 году Э.А.Балалыкина защитила диссертацию на соискание учёной степени доктора филологических наук на тему «Словообразовательная структура прилагательных с индоевропейскими формантами *-no, *-to, *-lo, *-mo, *-sko в истории русского языка (в сопоставлении с родственными языками)» в Специализированном совете Ленинградского государственного университета. В 1989 году Э.А. Балалыкина получила звание профессора.

В университете Э.А. Балалыкина читала лекционные курсы по введению в языкознание, истории русского языка, морфологии современного русского языка, а также по методике преподавания русского языка как иностранного. Ею были разработаны спецкурсы «Принципы этимологического анализа», «Балто-славянские языковые отношения», «Взаимосвязь лексики и грамматики на разных языковых уровнях», «Грамматические противоречия в современном русском языке» и др.
В 1991 году она открыла и возглавила Специализированный совет по защитам кандидатских, а затем и докторских диссертаций. С 2000 по 2004 год была членом Правления РОПРЯЛ. Являлась ответственным редактором журнала «Ученые записки Казанского университета» (серия «Гуманитарные науки»), одним из авторов республиканской программы «Русский язык в Татарстане» и членом президиума учебно-методического объединения по русскому языку и литературе при Министерстве образования и науки Республики Татарстан.

Под руководством Э.А. Балалыкиной были защищены 49 кандидатских и 4 докторских диссертаций. Её многочисленные ученики продолжают дело своего учителя не только в российских, но и в зарубежных вузах (США, Германия, Англия, Куба, Китай, Испания, Польша, Швейцария и др.).
Э.А.Балалыкина неоднократно выступала на Всероссийских и Международных конференциях, симпозиумах, семинарах с пленарными докладами и сообщениями по актуальным проблемам русистики и сопоставительного языкознания. По приглашению зарубежных коллег она читала лекции в Институте славистики университета им. Ю.Либига г. Гиссена (Германия), в университете г. Гранада (Испания), Фрайбургском университете (Швейцария), в Чикаго (США), Будапеште (Венгрия), Праге (Чехия) и Париже (Франция).

К области научных интересов Балалыкиной можно отнести русское и сопоставительное языкознание, балто-славянские языковые отношения, грамматику и лексикологию русского языка, историю русского языка. Главные достижения Э.А.Балалыкиной связаны с русским (современным и историческим), а также сравнительно-историческим именным словообразованием. В результате многолетних исследований русского адъективного словообразования на балто-славянском фоне (с привлечением всех славянских и наиболее ценного для подобных сопоставлений литовского языка) ею были сделаны выводы о своеобразной близости родственных языков на словообразовательном уровне, которая часто не соответствует их генетическому родству, но позволяет говорить о новом объединении отдельных славянских и балтийских языков в группы, связанные сходством и близостью в развитии тех или иных словообразовательных типов прилагательных. Сопоставительный подход позволил Э.А.Балалыкиной установить происхождение отдельных адъективных морфем, в ряде случаев коренным образом не соответствующее традиционным представлениям по этому вопросу.
К весьма значимым результатам приходит учёный и при исследовании некоторых актуальных проблем современного русского словообразования и морфологии. Так, в результате изучения словообразовательной энантиосемии установлена важность этого явления в языковой системе и определено её место в кругу смежных языковых явлений (словообразовательной синонимии, омонимии и антонимии). Исследования Э.А.Балалыкиной и её учеников в области семантического словообразования позволили всесторонне описать это явление в именной системе и выявить его изоморфизм с семантическим формообразованием. Кроме того, в её трудах получила глубокое развитие идея профессора Казанского университета В.М. Маркова о необходимости выделения нового раздела русистики – грамматической лексикологии, на пути реализации которой исследованы грамматические противоречия в современном русском языке и связанные с ними «тупики» в именном склонении и словообразовании.

В последние годы жизни Балалыкина занималась проблемой близости языков. Так, статья «Языковой союз – языковая семья в лингвистической интерпретации» (2016г.) посвящена проблеме определения сущности языкового союза и языковой семьи и разграничению этих понятий.

## Основные труды
Э.А. Балалыкиной принадлежит более 220 публикаций. Многие её научные статьи опубликованы в рейтинговых отечественных и зарубежных изданиях по славистике и русистике. Кроме того, она является автором двух монографий и четырёх учебников.
Среди основных:
- Балалыкина Э.А. Приключения слов. Учебное пособие / Э.А. Балалыкина. - Казань, Изд-во КГУ, 1993. – 168 с.
- Балалыкина Э.А Современный русский язык. Морфология. Ч.1. Имена. Наречия. Категория состояния / Э.А. Балалыкина. – Казань: Изд-во Казанск. ун-та, 2003. – 172 с.
- Балалыкина Э.А Современный русский язык. Морфология. Часть II. Глагол. Служебные части речи. Междометия. Модальные слова / Э.А. Балалыкина Э.А. – Казань: Изд-во Казанск. ун-та, 2006. – 180 с.
- Балалыкина Э.А. Русское адъективное словообразование на балто-славянском  фоне (на материале прилагательных с суффиксами *-no,*-sko -и *-to) / Э.А. Балалыкина. – Казань: Изд-во КГУ, 2007. – 272 с.
- Балалыкина Э.А Современный русский язык. Морфология. Часть III. Сборник задач и упражнений / Э.А. Балалыкина. – Казань, Изд-во Казанск. ун-та, 2010. – 180 с.
- Балалыкина Э.А. Метаморфозы русского слова / Э.А. Балалыкина. – М.: Флинта: Наука, 2012. – 264с.
- Балалыкина Э.А. Мир языка и языки мира. Избранные труды по русскому языку и балто-славянским отношениям / Э.А. Балалыкина. – Казань: Изд-во «Яз», 2012. – 319 с.

Расширенный список публикаций см.: Исследования по русскому языку: Сборник статей к 70-летию проф. Эмилии Агафоновны Балалыкиной / под.ред. В.М. Маркова. – Казань: Казан. гос. ун-т, 2007. – С. 264-278.

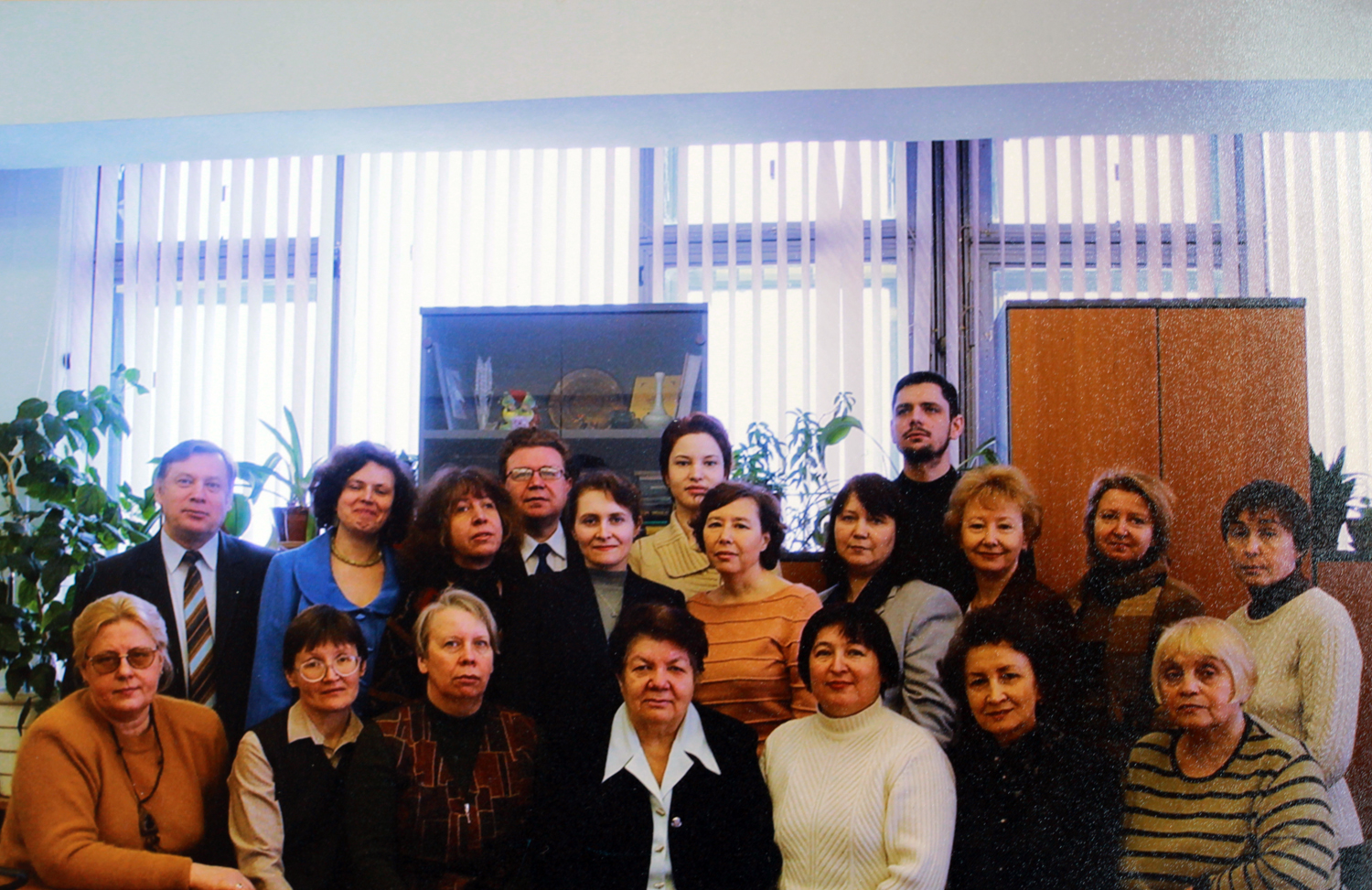
С коллегами по кафедре современного русского языка Казанского университета

## Награды
За участие в организации научных конференций, посвящённых проблемам русистики, а также чтение лекций в Варшавском, Вроцлавском, Люблинском, Лодзинском, Торуньском и других университетах Польши Э.А. Балалыкина была награждена Почётной грамотой ССОД (Союза советских обществ дружбы), Золотым Знаком Общества польско-советской дружбы и Медалью Министерства образования и воспитания Польши (1987г.).

За большой вклад в развитие науки профессор Э.А. Балалыкина в 1997 г. удостоена звания «Заслуженный деятель науки Республики Татарстан»; в 2004 г. она стала почётным работником высшего профессионального образования Министерства образования РФ; в 2004 г. была награждена международной медалью А.С. Пушкина. В 2006г. была названа женщиной года Казанского университета. В 2017 г. она награждена Государственной наградой – медалью «За доблестный труд».